# Esincrocio
L'esincrocio è l'incrocio fra individui non strettamente imparentati, produce il cosiddetto "vigore", cioè una condizione in cui la progenie supera i genitori in vigore e dimensioni.
La popolazione umana è eterozigote ed i difetti sono rari, mentre le popolazioni isolate (Africa, ecc.), sono soggetti ad essere generati con l'inincrocio.